# Oestophora
Oestophora é um gênero de pequenos gastrópodes terrestres Pulmonata pertencentes à família Trissexodontidae (antes entre os Hygromiidae).

## Descrição da concha
Suas conchas, com dimensões menores que 2 centímetros, são circulares e acastanhadas, quando vistas por cima ou por baixo, caracterizadas por um relevo de estrias radiais próximas e apresentando um umbílico aprofundado. Sua lateral pode ser arredondada ou formar um ângulo entre a área superior e inferior da concha. Também podem apresentar, em sua abertura, estruturas dentiformes, ou não.

## Espécies e distribuição geográfica
Este gênero contém as seguintes espécies, distribuídas pela Península Ibérica, região norte da África, arquipélago dos Açores e Região Autónoma da Madeira.
- Oestophora barbula (Rossmässler, 1838)[1][5]
- Oestophora calpeana (Morelet, 1854)
- Oestophora dorotheae Hesse, 1930[6]
- Oestophora ebria Corbella, 2004
- Oestophora granesae Arrébola, 1998
- Oestophora lusitanica (Pfeiffer, 1841)[7] - espécie-tipo: Helix lusitanica Pfeiffer, 1841[3]
- Oestophora mariae Ruiz, Arrebola & Puente, 2009
- Oestophora ortizi Winter & Ripken, 1991
- Oestophora prietoi Ruiz, Arrebola & Puente, 2009
- Oestophora silvae Ortiz de Zárate López, 1962
- Oestophora tarnieri (Morelet, 1854)

## Extinção, habitat e conservação
Duas espécies, Oestophora cuerdai Quintana, Vicens et Pons, 2006, e Oestophora dentata, Paul, 1994, são extintas. A espécie Oestophora barbula é a mais comum, mostrando predileção por locais úmidos e sombreados em áreas de troncos caídos, bancos, biótipos ruderais e terras de cultivo, sendo freqüentemente encontrada em matagal com espécies de Cistus, associadas ou não a florestas de Azinheira e Sobreiro, com baixa cobertura herbácea. É fácil encontrá-la debaixo de pedras ou árvores caídas e em buracos nas paredes. Outra espécie, Oestophora prietoi, endêmica da região de Andalusia, recebeu o status de Quase Ameaçada (NT) pela União Internacional para a Conservação da Natureza. De um ponto de vista mais global, os incêndios, as alterações climáticas, a agricultura intensiva, poluição, etc, têm alguma incidência sobre a maioria dos caracóis terrestres.